# Liétor (kommunhuvudort)
Liétor är en kommunhuvudort i Spanien.   Den ligger i provinsen Provincia de Albacete och regionen Kastilien-La Mancha, i den sydöstra delen av landet, 260 km sydost om huvudstaden Madrid. Liétor ligger 672 meter över havet och antalet invånare är 1 557.
Terrängen runt Liétor är huvudsakligen kuperad, men åt nordost är den platt. Runt Liétor är det mycket glesbefolkat, med 5 invånare per kvadratkilometer. Närmaste större samhälle är Elche de la Sierra, 13,0 km sydväst om Liétor. Omgivningarna runt Liétor är i huvudsak ett öppet busklandskap.